# Conviasa
Conviasa (Akronym für: Consorcio Venezolano de Industrias Aeronáuticas y Servicios Aéreos; dt: Venezolanisches Konsortium der Luftfahrtindustrie und der Luftverkehrsdienste) ist die staatliche Fluggesellschaft Venezuelas mit Sitz in Maiquetía und Basis auf dem Flughafen Caracas.
Conviasa untersteht dem Ministerium für Wasser- und Luftverkehr. Die Fluggesellschaft gehört der venezolanischen Regierung (80 %) und der Regionalregierung von Nueva Esparta (20 %). Zwischenzeitlich hatte Conviasa ihren Sitz im Ostturm des Parque Central in Caracas.

## Geschichte

### Anfänge
Im Januar 1997 stellte die ehemalige staatliche Fluggesellschaft Venezuelas wegen anhaltender finanzieller Probleme den Betrieb ein. Im Mai 2001 wurden Ideen für eine neue staatliche Fluggesellschaft vorgeschlagen, das Projekt wurde jedoch im Dezember 2002 bis zum 1. Oktober 2003 auf Eis gelegt. Am 30. März 2004 unterzeichnete der damalige Präsident von Venezuela, Hugo Chávez, ein Dekret, welches die Fluggesellschaft formell etabliert hat. Dieses wurde am nächsten Tag amtlich bekannt gegeben.
Am 28. November 2004 fand der Jungfernflug mit einer de Havilland Canada DHC-7 von Charallave nach Flughafen Isla de Margarita statt. Am 10. Dezember startete die Fluggesellschaft formal den nationalen und internationalen Flugbetrieb. Zuerst wurde Conviasa vom nun nicht mehr bestehendem Ministerium für Produktion und Handel (Ministerio de la Producción y el Comercio) betrieben, dann wurde die Fluggesellschaft vom Ministerium für Infrastruktur übernommen.
Am 17. April 2006 ersetzte José David Cabello Rondon Wilmer Castro Sotelo als Chef von Conviasa. Am 30. Juni 2006 wurde Wilmer von Ramon Alonzo Carrizalez Rengifo als Minister für Infrastruktur abgelöst. Am 18. Juli 2006 wurde Franklin Fernandez Martinez Präsident von Conviasa.

### Entwicklung seit 2010
Nach dem Absturz einer ATR 42 am 13. September 2010 hat die venezolanische Regierung alle Flüge von Conviasa einstellen lassen, um eine technische Überprüfung der Flotte der Airline durchzuführen. Die Fluggesellschaft erklärte, die vorübergehende Aussetzung würde bis zum 1. Oktober 2010 in Kraft bleiben. Flüge wurden danach wieder aufgenommen.
Das am Mittwoch veröffentlichte Dekret Nr. 7838 des Amtsblatts Nr. 39.558 sieht die Ernennung eines Obersten Bürgers (AVB) Jesús Rafael Viñas García vor, Präsident der venezolanischen Konsortialhandelsgesellschaft Aircraft Industries und der Air Services SA (CONVIASA) unter dem Ministerium von Populäre Energie für Transport und Kommunikation.
Im April 2012 wurde Conviasa aufgrund von Sicherheitsbedenken in die Liste der Betriebsuntersagungen für den Luftraum der Europäischen Union aufgenommen. Im Juli 2013 wurde dieses Verbot aufgehoben, Conviasa durfte seither wieder Flüge in die EU durchführen.
Im August 2013 musterte Conviasa als einer der letzten Betreiber dieses Subtyps ihren einzigen Airbus A340-200 aus.
Im August 2016 wurde berichtet, dass über 80 Prozent der Conviasa-Piloten ihren Arbeitsplatz aufgrund niedriger und ausstehender Zahlungen gekündigt haben und die Airline ihren Betrieb danach auf rund 16 Flüge pro Tag reduzieren musste. Darüber hinaus wurden einige Flugzeuge des Unternehmens für mehrere Monate ungenutzt gelagert.
Am 5. Mai 2017 sah sich Conviasa dazu gezwungen, alle internationalen Geschäfte auszusetzen, da keine Fremdwährungen für die internationale Flugzeugversicherung zur Verfügung standen. Ebenfalls im Mai 2017 hat Wamos Air ihren Vertrag mit Conviasa kurzfristig gekündigt. Wamos Air betrieb eine einzige Boeing 747-400 für Conviasa zwischen Caracas und Madrid.
Am 5. Mai 2017 musste Conviasa den Flugbetrieb vorübergehend einstellen. Die Airline konnte die Versicherungsprämie nicht mehr bezahlen.

## Ziele
Conviasa bedient mehrere Ziele innerhalb Venezuelas. Derzeit verfolgt Conviasa einen Expansionsplan, um insbesondere die Länder der ALBA besser mit Venezuela zu verbinden.

## Flotte

### Aktuelle Flotte
Mit Stand April 2025 besteht die Flotte der Conviasa aus 24 Flugzeugen mit einem Durchschnittsalter von 17,0 Jahren:
| Flugzeugtyp          | Anzahl | bestellt | Anmerkungen            | Sitzplätze (First/Business/Eco) | Durchschnittsalter |
| -------------------- | ------ | -------- | ---------------------- | ------------------------------- | ------------------ |
| ATR 42-400           | 01     |          | inaktiv                | 48 (-/-/48)                     | 29,4 Jahre         |
| Airbus A319 ACJ      | 01     |          | Geschäftsreiseflugzeug | VIP                             | 24,0 Jahre         |
| Airbus A340-200      | 02     |          |                        |                                 | 31,0 Jahre         |
| Airbus A340-300      | 01     |          | inaktiv                | 255 (8/28/219)                  | 27,5 Jahre         |
| Airbus A340-600      | 03     |          | einer inaktiv          |                                 | 22,9 Jahre         |
| Embraer ERJ-190      | 15     |          | neun inaktiv           | 114 (-/-/114)                   | 12,3 Jahre         |
| Embraer Lineage 1000 | 01     |          | Geschäftsreiseflugzeug | VIP                             | 12,3 Jahre         |
| Gesamt               | 24     | -        |                        |                                 | 17,0 Jahre         |

Für die Zukunft ist die Beschaffung von Comac C919 angesetzt.

### Ehemalige Flugzeugtypen
Zuvor betrieb Conviasa unter anderem auch folgende Flugzeugtypen:
- ATR 42-300/400
- ATR 72-200
- Airbus A340-200
- Boeing 737-200
- Boeing 737-300
- Boeing 747-400
- Bombardier CRJ-700

## Zwischenfälle
Conviasa verzeichnete in ihrer Geschichte zwei Flugzeugverluste, bei denen auch jeweils Todesopfer zu beklagen waren:
- Am 15. Dezember 2005 mussten die Piloten mit einer de Havilland Canada DHC-7 (Luftfahrzeugkennzeichen YV-1003) mit 36 Passagieren und 4 Besatzungsmitgliedern an Bord eine Bauchlandung auf dem Flughafen von Porlamar durchführen, weil das Fahrwerk nicht komplett ausgefahren werden konnte. Nachdem das Flugzeug anderthalb Stunden über Porlamar gekreist war, um Treibstoff zu verbrennen, setzte es auf, ohne dass es zu Verletzten kam.[15][16]

- Am 30. August 2008 verunglückte eine Boeing 737-200 der Conviasa mit dem Kennzeichen YV102T beim Landeanflug auf Latacunga in Ecuador. Die Maschine befand sich aus Caracas kommend auf einem Überführungsflug und kollidierte vermutlich aufgrund der Missachtung von Regularien des Anflugverfahrens durch die Piloten mit dem Vulkan Illiniza. Alle drei Menschen an Bord – die Besatzung – kamen ums Leben.[17]

- Am 13. September 2010 stürzte eine ATR 42-300 der Conviasa mit dem Kennzeichen YV1010 auf dem Conviasa-Flug 2351 von Puerto Ordaz nach Porlamar mit 51 Insassen an Bord kurz nach dem Start ab; bei dem Unglück starben 17 Menschen.[18] Nach einer Notfallmeldung hatte die Besatzung versucht, zum Flughafen von Puerto Ordaz zurückzukehren. Wie Augenzeugen jedoch berichteten, berührte das Flugzeug dabei eine Hochspannungsleitung und stürzte in ein Fabrikgelände (siehe auch Conviasa-Flug 2350).[19][20]